# Бельгия на летних Олимпийских играх 1952
Бельгия принимала участие в Летних Олимпийских играх 1952 года в Хельсинки (Финляндия) в десятый раз за свою историю, и завоевала две золотые и две серебряные медали. Сборная страны состояла из 135 спортсменов (130 мужчин, 5 женщин), выступивших в соревнованиях по 16 видам спорта.

## Медалисты
| Медаль  | Спортсмен                                    | Вид спорта           | Дисциплина                             |
| ------- | -------------------------------------------- | -------------------- | -------------------------------------- |
| Золото  | Андре Нойель                                 | Велоспорт            | Мужчины, групповая гонка по шоссе      |
| Золото  | Роберт Гронделарс Андре Нойель Люсьен Виктор | Велоспорт            | Мужчины, командная гонка по шоссе      |
| Серебро | Роберт Гронделарс                            | Велоспорт            | Мужчины, групповая гонка по шоссе      |
| Серебро | Мишель Кнуйсен Роберт Баетенс                | Академическая гребля | Мужчины, двойки распашные без рулевого |

## Результаты соревнований

### Академическая гребля
Соревнования в академической гребле на Играх 1952 года проходили с 20 по 23 июля. В следующий раунд из каждого заезда проходили несколько лучших экипажей (в зависимости от дисциплины). Впервые с 1928 года для проигравших в полуфинале спортсменов был введён ещё один отборочный заезд. В финал A выходили 5 сильнейших экипажей.
Мужчины
| Соревнование | Спортсмены                  | Предварительный заезд | Предварительный заезд | Предварительный заезд | 1-й отборочный заезд | 1-й отборочный заезд | 1-й отборочный заезд | Полуфинал      | Полуфинал      | Полуфинал      | 2-й отборочный заезд | 2-й отборочный заезд | 2-й отборочный заезд | Финал                | Финал                |
| Соревнование | Спортсмены                  | Заезд                 | Время                 | Место                 | Заезд                | Время                | Место                | Заезд          | Время          | Место          | Заезд                | Время                | Место                | Время                | Место                |
| ------------ | --------------------------- | --------------------- | --------------------- | --------------------- | -------------------- | -------------------- | -------------------- | -------------- | -------------- | -------------- | -------------------- | -------------------- | -------------------- | -------------------- | -------------------- |
| одиночки     | Хенри Стенаккер             | 2                     | 8:04,0                | 5                     | 4                    | 7:43,8               | 1 Q                  | не участвовал  | не участвовал  | не участвовал  | 1                    | 7:59,5               | 4                    | завершил выступление | завершил выступление |
| двойки       | Михел Кнёйсен Роберт Батенс | 1                     | 7:48,9                | 3                     | 1                    | 7:22,8               | 1 Q                  | не участвовали | не участвовали | не участвовали | 2                    | 7:35,0               | 1 Q                  | 8:23,5               | 2                    |